# Meitetsu Nishio-Linie
| Triebzug des Typs 3500 bei Kira Yoshida |                                               |                             |                          |
| Streckenlänge: | 24,7 km                                       |                             |                          |
| Spurweite: | 1067 mm (Kapspur)                             |                             |                          |
| Stromsystem: | 1500 V =                                      |                             |                          |
| Streckengeschwindigkeit: | 100 km/h                                      |                             |                          |
| Zweigleisigkeit: | Sakurai – Minami-Sakurai Nishioguchi – Nishio |                             |                          |
| |                                               |                             |                          |
| Gesellschaft: | Meitetsu (Nagoya Tetsudō)                     |                             |                          |
| \| \| 0,0 \| Shin-Anjō (新安城) \| 1923– \| \| \| \| Meitetsu Nagoya-Hauptlinie \| 1923– \| \| \| 2,6 \| Kita-Anjō (北安城) \| 1926– \| \| \| \| Anjō (安城) \| 1891– \| \| \| \| Anjō-Zweiglinie \| 1939–1961 \| \| \| 4,0 \| Minami-Anjō (南安城) \| 1926– \| \| \| \| Straßenbahn Okazaki \| \| \| \| 0,0* \| Okazaki (岡崎) \| 1911–1951 \| \| \| 0,6* \| Hashirachō (柱町) \| 1951–1962 \| \| \| 1,0* \| Higashi-Wakamatsu (東若松) \| 1951–1962 \| \| \| \| Tōkaidō-Hauptlinie \| 1891– \| \| \| 1,6* \| Nishi-Wakamatsu (西若松) \| 1951–1962 \| \| \| 2,3* \| Toro (土呂) \| 1911–1951 \| \| \| 2,5* \| Fukuokachō (福岡町) \| 1911–1962 \| \| \| 3,1* \| Urabe (占部) \| 1911–1917 \| \| \| 5,7 \| Hekikai-Furui (碧海古井) \| 1926– \| \| \| \| Tōkaidō-Shinkansen \| 1964– \| \| \| 6,7 \| Horiuchi-kōen (堀内公園) \| 1926– \| \| \| 7,9 \| Sakurai (桜井) \| 1926– \| \| \| 9,5 \| Minami-Sakurai (南桜井) \| 2008– \| \| \| 4,7* \| Nakajima (中島) \| –1943 \| \| \| 6,1* \| Mikawa-Nakajima (三河中島) \| 1911–1943 \| \| \| 8,3* \| Miejima (三江島) \| 1914–1943 \| \| \| 9,1* \| Sanwakawa (三和川) \| 1915–1917 \| \| \| 11,6 \| Yonezu (米津) \| 1926– \| \| \| \| Yahagi-gawa \| \| \| \| 10,5* \| Yatsuomote (八ツ面) \| 1915–1929 \| \| \| 11,2* \| Kumaku (久麻久) \| 1911–1943 \| \| \| 13,0 \| Sakuramachi-mae (桜町前) \| 1928– \| \| \| 14,0 \| Aoden-Nishioguchi \| Aoden-Nishioguchi \| \| \| \| (碧電西尾口) \| 1928– \| \| \| 14,2 \| Nishioguchi (西尾口) \| 1930– \| \| \| 12,5* \| Tennōmon (天王門) \| 1911–1928 \| \| \| 15,0 \| Nishio (西尾) \| 1928– \| \| \| \| Depot Nishio \| \| \| \| 13,3* \| Nishio \| 1911–1928 \| \| \| \| Meitetsu Heisaka-Zweiglinie \| 1914–1960 \| \| \| \| \| \| \| \| 17,415,8* \| Fukuchi (福地) \| 1915– \| \| \| \| Iroguchi (色口) \| 1915–1949 \| \| \| \| Yokosukaguchi (横須賀口) \| \| \| \| 18,8 \| Kamaya (鎌谷) \| 1928–2006 \| \| \| \| Yahagi-furukawa \| \| \| \| 20,5 \| Kami Yokosuka (上横須賀) \| 1915– \| \| \| 22,3 \| Higashi-Tomida (東富田) \| 1915–1969 \| \| \| 23,2 \| Mikawa Ogihara (三河荻原) \| 1915–2006 \| \| \| 24,4 \| Kira Yoshida (吉良吉田) \| 1915–1943 \| \| \| \| Yoshida-kō \| 1916–1928 \| \| \| 24,7 \| Kira Yoshida (吉良吉田) \| 1943– \| \| \| \| → Meitetsu Gamagōri-Linie \| 1928– \| \| \| \| ← Meitetsu Mikawa-Linie \| 1943–2004 \| |                                               |                             |                          |
| Bahnhof quer · Abzweig quer und von rechts | 0,0                                           | Shin-Anjō (新安城)          | 1923–                    |
| Strecke |                                               | Meitetsu Nagoya-Hauptlinie  | 1923–                    |
| Haltepunkt / Haltestelle | 2,6                                           | Kita-Anjō (北安城)          | 1926–                    |
| Kreuzung geradeaus oben · Strecke von rechts |                                               | Anjō (安城)                 | 1891–                    |
| Abzweig geradeaus und ehemals von rechts |                                               | Anjō-Zweiglinie             | 1939–1961                |
| Bahnhof | 4,0                                           | Minami-Anjō (南安城)        | 1926–                    |
| Strecke · U-Bahn-Strecke (außer Betrieb) |                                               | Straßenbahn Okazaki         | Straßenbahn Okazaki      |
| Strecke · Bahnhof · Bahnhof mit U-Bahn Streckenanfang (Strecke außer Betrieb) | 0,0*                                          | Okazaki (岡崎)              | 1911–1951                |
| Strecke · Strecke · Haltepunkt / Haltestelle (Strecke außer Betrieb) | 0,6*                                          | Hashirachō (柱町)           | 1951–1962                |
| Strecke · Strecke · Haltepunkt / Haltestelle (Strecke außer Betrieb) | 1,0*                                          | Higashi-Wakamatsu (東若松)  | 1951–1962                |
| Strecke · Strecke nach links · Kreuzung geradeaus unten (Strecke geradeaus außer Betrieb) |                                               | Tōkaidō-Hauptlinie          | 1891–                    |
| Strecke · Haltepunkt / Haltestelle (Strecke außer Betrieb) | 1,6*                                          | Nishi-Wakamatsu (西若松)    | 1951–1962                |
| Strecke · Haltepunkt / Haltestelle (Strecke außer Betrieb) | 2,3*                                          | Toro (土呂)                 | 1911–1951                |
| Strecke · Bahnhof (Strecke außer Betrieb) | 2,5*                                          | Fukuokachō (福岡町)         | 1911–1962                |
| Strecke · Haltepunkt / Haltestelle (Strecke außer Betrieb) | 3,1*                                          | Urabe (占部)                | 1911–1917                |
| Haltepunkt / Haltestelle · Strecke (außer Betrieb) | 5,7                                           | Hekikai-Furui (碧海古井)    | 1926–                    |
| Kreuzung geradeaus unten · Strecke (außer Betrieb) |                                               | Tōkaidō-Shinkansen          | 1964–                    |
| Haltepunkt / Haltestelle · Strecke (außer Betrieb) | 6,7                                           | Horiuchi-kōen (堀内公園)    | 1926–                    |
| Bahnhof · Strecke (außer Betrieb) | 7,9                                           | Sakurai (桜井)              | 1926–                    |
| Bahnhof · Strecke (außer Betrieb) | 9,5                                           | Minami-Sakurai (南桜井)     | 2008–                    |
| Strecke · Haltepunkt / Haltestelle (Strecke außer Betrieb) | 4,7*                                          | Nakajima (中島)             | –1943                    |
| Strecke · Haltepunkt / Haltestelle (Strecke außer Betrieb) | 6,1*                                          | Mikawa-Nakajima (三河中島)  | 1911–1943                |
| Strecke · Haltepunkt / Haltestelle (Strecke außer Betrieb) | 8,3*                                          | Miejima (三江島)            | 1914–1943                |
| Strecke · Haltepunkt / Haltestelle (Strecke außer Betrieb) | 9,1*                                          | Sanwakawa (三和川)          | 1915–1917                |
| Bahnhof · Strecke (außer Betrieb) | 11,6                                          | Yonezu (米津)               | 1926–                    |
| Brücke über Wasserlauf · Brücke über Wasserlauf (Strecke außer Betrieb) |                                               | Yahagi-gawa                 | Yahagi-gawa              |
| Strecke · Haltepunkt / Haltestelle (Strecke außer Betrieb) | 10,5*                                         | Yatsuomote (八ツ面)         | 1915–1929                |
| Strecke · Haltepunkt / Haltestelle (Strecke außer Betrieb) | 11,2*                                         | Kumaku (久麻久)             | 1911–1943                |
| Haltepunkt / Haltestelle · Strecke (außer Betrieb) | 13,0                                          | Sakuramachi-mae (桜町前)    | 1928–                    |
| ehemaliger Haltepunkt / Haltestelle · Strecke (außer Betrieb) | 14,0                                          | Aoden-Nishioguchi           | Aoden-Nishioguchi        |
| Strecke von links (außer Betrieb) · Kreuzung (Querstrecke außer Betrieb) · Strecke quer (außer Betrieb) · Strecke nach rechts (außer Betrieb) |                                               | (碧電西尾口)                | 1928–                    |
| Strecke (außer Betrieb) · Bahnhof | 14,2                                          | Nishioguchi (西尾口)        | 1930–                    |
| Haltepunkt / Haltestelle (Strecke außer Betrieb) · Strecke | 12,5*                                         | Tennōmon (天王門)           | 1911–1928                |
| Strecke (außer Betrieb) · Bahnhof | 15,0                                          | Nishio (西尾)               | 1928–                    |
| Strecke (außer Betrieb) · Abzweig geradeaus und ehemals nach links · Betriebsstelle Streckenende und quer |                                               | Depot Nishio                | Depot Nishio             |
| Haltepunkt / Haltestelle (Strecke außer Betrieb) · Strecke | 13,3*                                         | Nishio                      | 1911–1928                |
| Kreuzung (Strecken außer Betrieb) · Abzweig geradeaus und ehemals nach rechts |                                               | Meitetsu Heisaka-Zweiglinie | 1914–1960                |
| |                                               |                             |                          |
| Bahnhof | 17,415,8*                                     | Fukuchi (福地)              | 1915–                    |
| ehemaliger Haltepunkt / Haltestelle |                                               | Iroguchi (色口)             | 1915–1949                |
| ehemaliger Haltepunkt / Haltestelle |                                               | Yokosukaguchi (横須賀口)    | Yokosukaguchi (横須賀口) |
| ehemaliger Haltepunkt / Haltestelle | 18,8                                          | Kamaya (鎌谷)               | 1928–2006                |
| Brücke über Wasserlauf |                                               | Yahagi-furukawa             | Yahagi-furukawa          |
| Bahnhof | 20,5                                          | Kami Yokosuka (上横須賀)    | 1915–                    |
| ehemaliger Haltepunkt / Haltestelle | 22,3                                          | Higashi-Tomida (東富田)     | 1915–1969                |
| ehemaliger Haltepunkt / Haltestelle | 23,2                                          | Mikawa Ogihara (三河荻原)   | 1915–2006                |
| ehemaliger Haltepunkt / Haltestelle | 24,4                                          | Kira Yoshida (吉良吉田)     | 1915–1943                |
| Abzweig geradeaus und ehemals nach links · Betriebs-/Güterbahnhof Streckenende und quer (Strecke außer Betrieb) |                                               | Yoshida-kō                  | 1916–1928                |
| | 24,7                                          | Kira Yoshida (吉良吉田)     | 1943–                    |
| Abzweig quer und nach links · Strecke quer |                                               | → Meitetsu Gamagōri-Linie   | 1928–                    |
| |                                               | ← Meitetsu Mikawa-Linie     | 1943–2004                |

Die Meitetsu Nishio-Linie (jap. 名鉄西尾線, Meitetsu Nishio-sen) ist eine Eisenbahnstrecke auf der japanischen Insel Honshū, die von der Bahngesellschaft Meitetsu (Nagoya Tetsudō) betrieben wird. Im Osten der Präfektur Aichi verbindet sie Anjō mit Nishio, zwei Städte in der Küstenebene nördlich der Mikawa-Bucht. Bis 1962 gehörte eine Zweigstrecke dazu, die Okazaki mit Nishio verband.

## Streckenbeschreibung
Die 24,7 km lange Strecke ist in Kapspur (1067 mm) verlegt und mit 1500 V Gleichspannung elektrifiziert. Zweigleisig ausgebaut sind die Abschnitte zwischen Sakurai und Minami-Sakurai (1,6 km) sowie zwischen Nishioguchi und Nishio (0,8 km), der Rest verfügt über ein Gleis. Insgesamt werden 14 Bahnhöfe bedient, die Höchstgeschwindigkeit beträgt 100 km/h.
Nördlicher Ausgangspunkt ist der Bahnhof Shin-Anjō, wo die Strecke von der Meitetsu Nagoya-Hauptlinie abzweigt. Kurz nach Verlassen des Bahnhofs biegt sie nach Süden ab, um die Mikawa-Küstenebene zu durchqueren. Die Strecke verläuft überwiegend ebenerdig und besitzt folglich zahlreiche höhengleiche Bahnübergänge. Längere Abschnitte bei Minami-Anjō, Sakurai und im Zentrum von Nishio wurden auf Viadukte verlegt. Östlich des Bahnhofs Anjō unterquert die Strecke die Tōkaidō-Hauptlinie, südlich von Hekikai-Furui die Tōkaidō-Shinkansen. Schließlich endet die Nishio-Linie im Bahnhof Kira Yoshida, wo die Meitetsu Gamagōri-Linie daran anschließt; bis 2004 konnte dort auch auf die Meitetsu Mikawa-Linie umgestiegen werden.

## Zugangebot
Der Fahrplan der Meitetsu Nishio-Linie ist zum Teil in jenen der Meitetsu Nagoya-Hauptlinie integriert, was zumindest im überregionalen Verkehr Direktverbindungen mit dem Stadtzentrum von Nagoya ermöglicht. Dabei wird der größere Teil der Strecke nördlich von Nishio in der Regel viermal je Stunde und Richtung bedient, südlich davon zweimal. Im Halbstundentakt fahren Eilzüge der Zuggattung Express. Sie halten zwischen Kira Yoshida und Nishio zunächst an allen Bahnhöfen, lassen dann auf dem Weg nach Shin-Anjō mehrere kleine Bahnhöfe aus und verkehren anschließend über Chiryū, Meitetsu Nagoya nach Saya. Zusätzliche Lokalzüge bedienen im Halbstundentakt den Abschnitt zwischen Nishio und Shin-Anjō, wobei sie an allen Bahnhöfen halten. Mit der

## Bilder

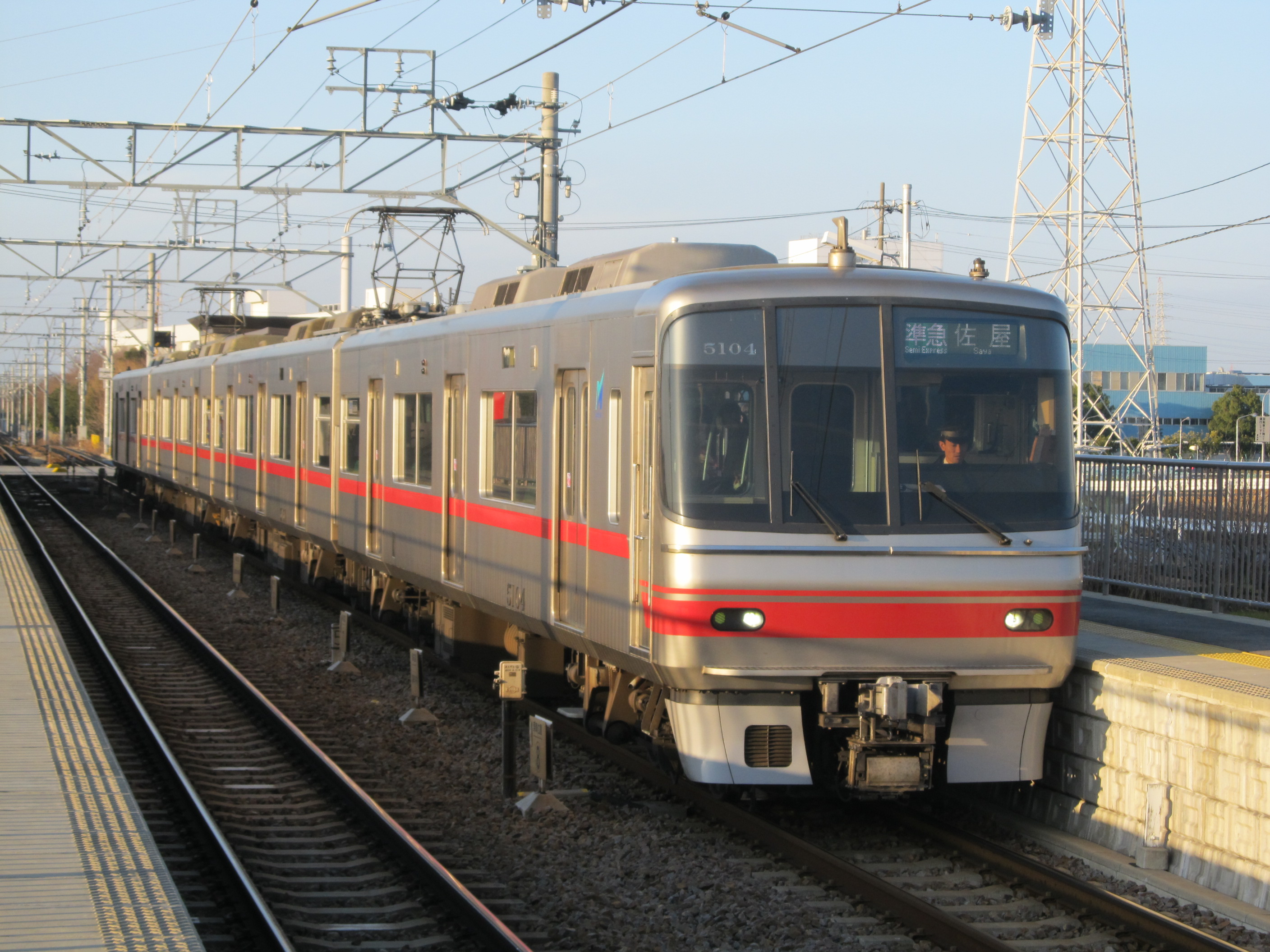
Triebzug der Baureihe 5000 in Minami-Sakurai
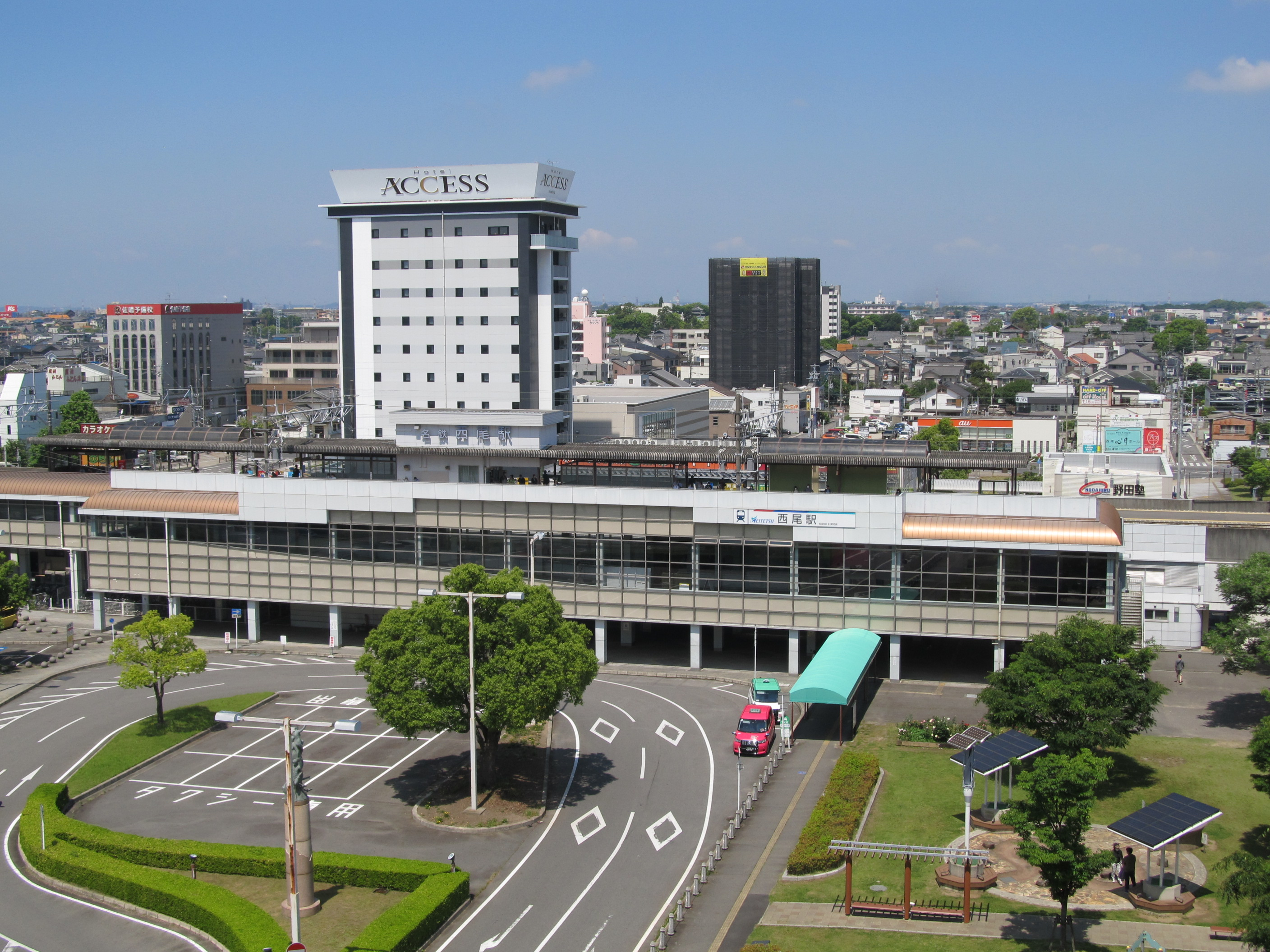
Bahnhof Nishio
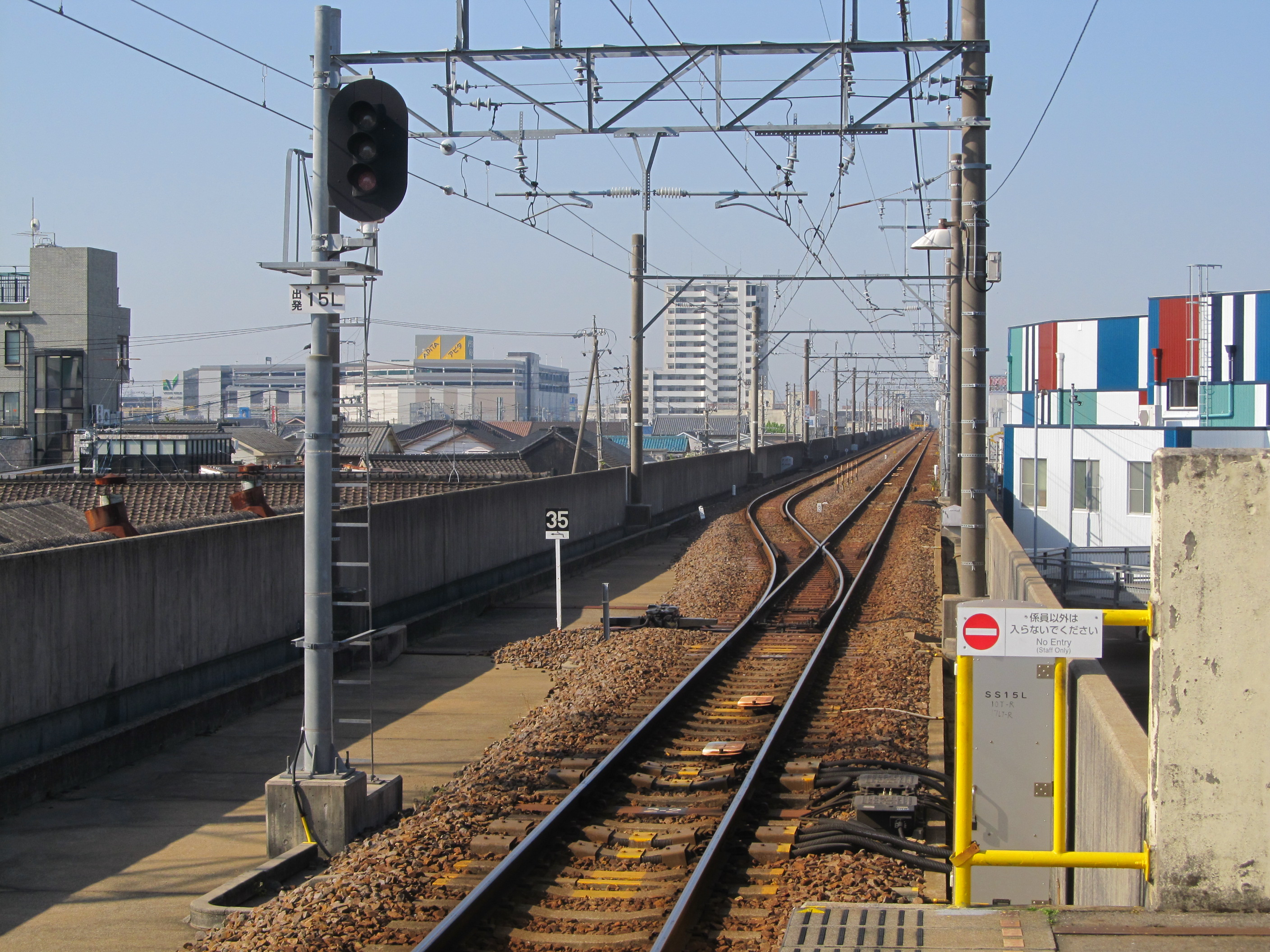
Zweigleisiger Abschnitt Nishio–Nishioguchi
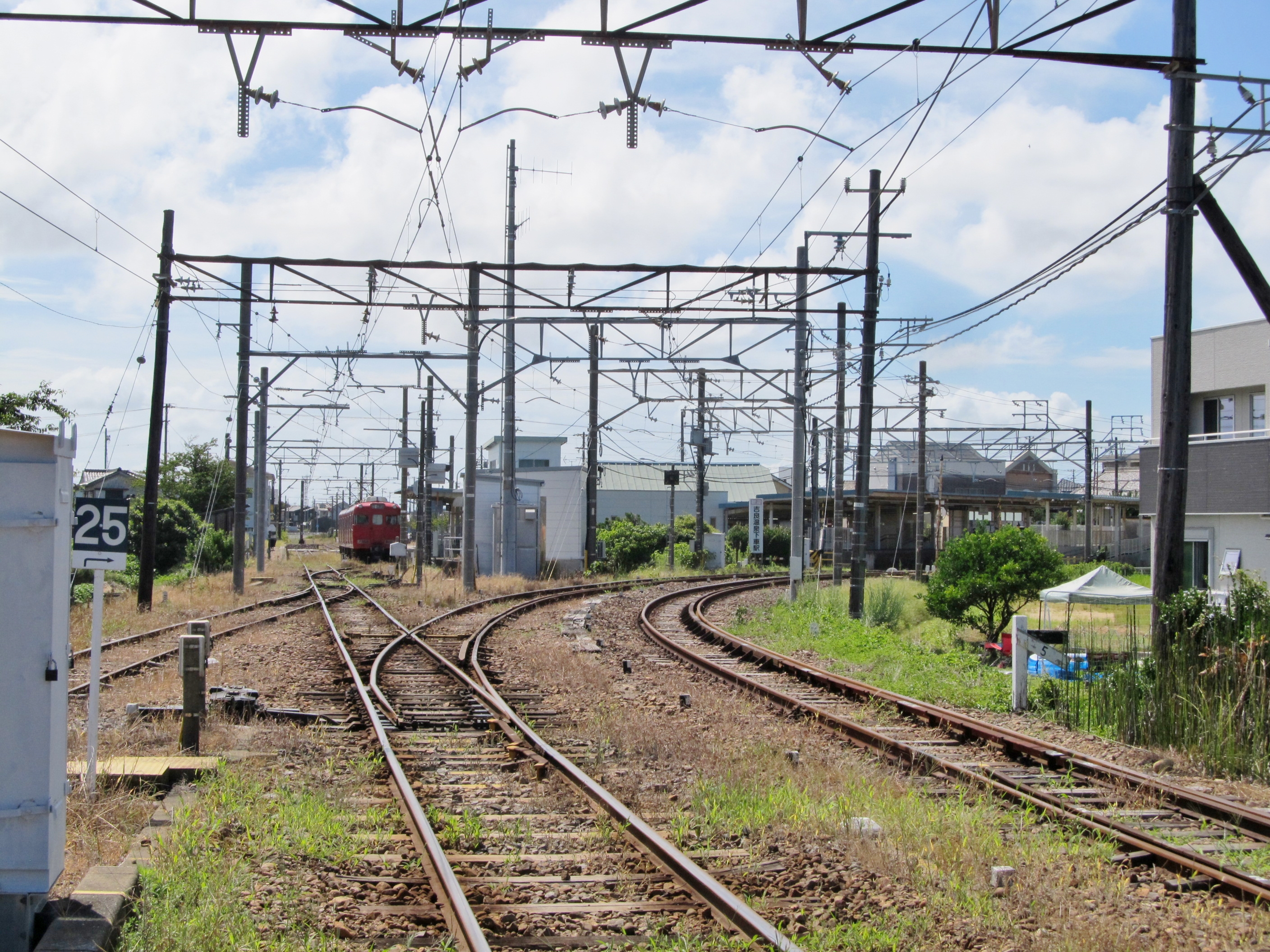
Bahnhof Kira-Yoshida

## Geschichte
Die heutige Meitetsu Nishio-Linie entstand aus Strecken zweier verschiedener Unternehmen heraus, die sich später unter dem Dach der Meitetsu zusammenschlossen. Zum einen handelt es sich um die nicht mehr existierende „alte Nishio-Linie“ der Bahngesellschaft Nishio Tetsudō zwischen Okazaki und Nishio, zum anderen um die jüngere Strecke der früheren Hekikai Denki Ttetsudō, die heute noch Shin-Anjō mit Kira Yoshida verbindet. Hinzu kommen die Anjō-Zweiglinie (1939–1961) und die Heisaka-Zweiglinie (1914–1960).

### Alte Nishio-Linie

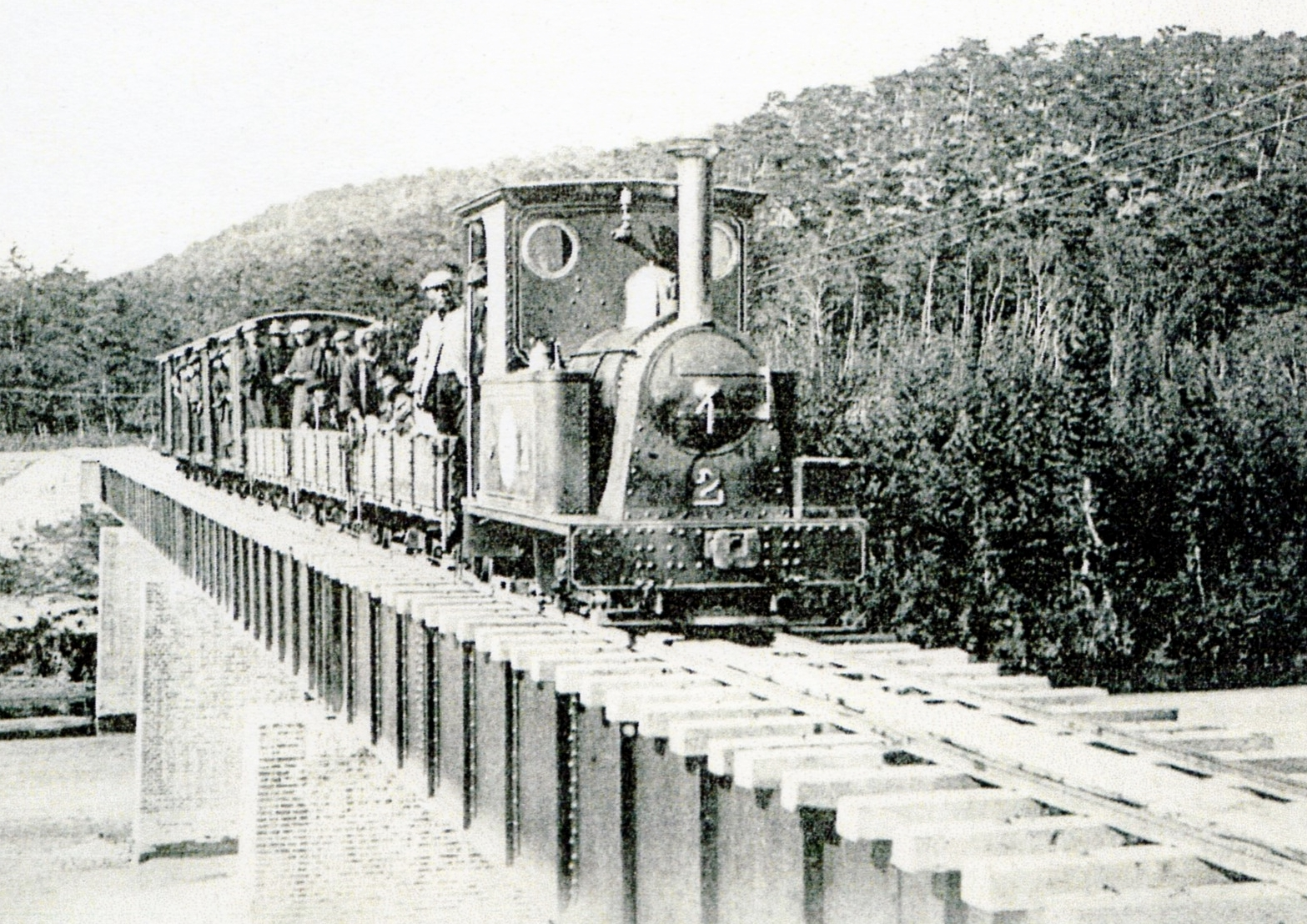
Dampfkleinbahn auf der alten Nishio-Linie (1911)

Eine damals unter dem Namen Nishisan Kidō operierende Gesellschaft eröffnete am 30. Oktober 1911 die Strecke zwischen dem Bahnhof Okazaki und Nishio. Es handelte sich dabei um eine mit Dampflokomotiven betriebene Kleinbahn von 13,3 km Länge mit einer Spurweite von 762 mm. Vom 25. Januar 1912 an firmierte die Gesellschaft unter dem Namen Nishio Tetsudō. Im Jahr 1915 verlängerte sie die Strecke 1915 dreimal: am 13. Februar 1915 Nishio nach Iroguchi, am 14. März zur temporären Haltestelle Yokosukaguchi und am 5. August nach Kira Yoshida. Hinzu kam am 12. Februar 1916 eine kurze, nur für den Güterverkehr genutzte Verlängerung von Kira Yoshida zum Schiffsanleger bei Yoshida-kō.
Am 1. Dezember 1926 erfolgte die Übernahme der Nishio Tetsudō durch die Aichi Denki Tetsudō (Aiden). Unmittelbar darauf begann die neue Besitzerin mit den Planungen für eine umfassende Modernisierung der Strecke. Der Abschnitt Nishio–Kira Yoshida wurde am 1. Oktober 1928 auf 1067 mm umgespurt und gleichzeitig mit 600 V Gleichspannung elektrifiziert. Damit verbunden waren am selben Tag die Verlegung des Bahnhofs Nishio an den heutigen Standort, die Verknüpfung mit der Strecke der Hekikai Denki Ttetsudō (siehe nächstes Unterkapitel), die Inbetriebnahme der neuen Trasse zwischen Nishioguchi und Fukuchi sowie die Stilllegung des kurzen Streckenabschnitts nach Yoshida-kō. Ein halbes Jahr später, am 1. April 1929, spurte die Aiden den Abschnitt Okazaki–Nishioguchi um und elektrifizierte ihn ebenfalls.
1935 fusionierte die Aiden mit der Meigi Tetsudō zur Meitetsu. Diese verlegte den Bahnhof Kira Yoshida am 1. Februar 1943 nach Süden, so dass die Nishio-Linie dort mit der Meitetsu Gamagōri-Linie und der Meitetsu Mikawa-Linie verknüpft werden konnte. Während des Pazifikkriegs erklärte die Regierung den Abschnitt Okazaki–Nishioguchi als „nicht dringlich“ und verfügte am 16. Dezember 1943 die Betriebseinstellung. Am 1. Dezember 1951 reaktivierte die Meitetsu das 2,5 km lange Teilstück zwischen Okazaki und Fukuokachō und ließ darauf die Straßenbahn Okazaki verkehren. Drei Jahre nachdem der Abschnitt Fukuokachō–Nishioguchi endgültig stillgelegt worden war, endete der Straßenbahnbetrieb nach Fukuokachō am 17. Juni 1962.

### Neue Nishio-Linie
1922 war absehbar, dass die Aiden ihre Hauptlinie bald bis nach Toyohashi verlängern würde. Einflussreiche Personen aus Anjō und Umgebung forderten daraufhin den Bau einer kapspurigen Anschlussstrecke mit elektrischer Traktion in der Mikawa-Küstenebene, nicht zuletzt weil sie die bestehende Dampfkleinbahn von Okazaki nach Kira Yoshida als völlig unzureichend empfanden. Nach Verhandlungen mit der Aiden erklärte sich diese bereit, 50 Prozent des benötigten Kapitals zur Verfügung zu stellen. Daraufhin wurde am 15. Mai 1923 die Hekikai Denki Tetsudō als Tochtergesellschaft der Aiden gegründet, wobei die Aiden das Management stellte. Der Grund für ein separates Unternehmen lag darin, dass man auf diese Weise staatliche Subventionen erhalten konnte.

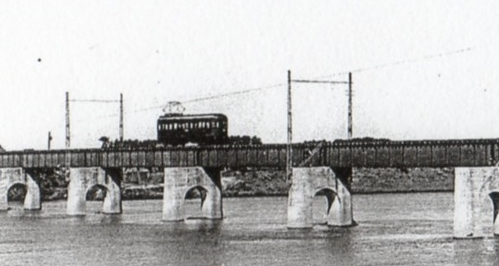
Brücke über den Yahagi bei Yonezu (1930)

Die Muttergesellschaft führte die Bauarbeiten an der kapspurigen Strecke aus, am 1. Juli 1926 erfolgte die Eröffnung des ersten Abschnitts zwischen Imamura (seit 1970 Shin-Anjō) und Yonezu. Der Lückenschluss zwischen Yonezu und Nishio (und damit die Verknüpfung mit der von Okazaki her kommenden Strecke) folgte am 1. Oktober 1928. Gleichzeitig senkte man die Oberleitungsspannung von 1500 auf 600 V, damit sie jener der zwischenzeitlich ebenfalls elektrifizierten Nishio Tetsudō kompatibel war. 1935 fusionierte die Muttergesellschaft mit der Meigi Tetsudō zur heutigen Meitetsu und am 1. März 1944 wurde die Tochtergesellschaft Hekikai Denki Tetsudō aufgelöst.
Am 27. März 1960 erhöhte die Meitetsu die Oberleitungsspannung auf der gesamten Strecke zwischen Imamura und Kira Yoshida von 600 auf 1500 V, wodurch die zulässige Höchstgeschwindigkeit von 55 auf 80 km/h angehoben werden konnte. Ab 1965 betrug sie 90 km/h und seit 1971 beträgt sie nach dem Einbau schwererer Schienen 100 km/h. In der Folge verlegte die Meitetsu mehrere Abschnitte auf Viadukte, um dadurch höhengleiche Bahnübergänge aufheben zu können. Am 14. Juni 2008 nahm sie zwischen Nishioguchi und Nishio ein zweites Gleis in Betrieb, sieben Tage später auch zwischen Sakurai und Minami-Sakurai.

## Liste der Bahnhöfe
Ky = Kyūkō (Express) 
 ● = alle Züge halten
| Name                                          | Name                     | Ky | km   | Anschlusslinien         | Lage   | Ort    |
| --------------------------------------------- | ------------------------ | -- | ---- | ----------------------- | ------ | ------ |
| ↑ Durchbindung zur Meitetsu Nagoya-Hauptlinie |                          |    |      |                         |        |        |
| NH17                                          | Shin-Anjō (新安城)       | ●  | 00,0 |                         | Koord. | Anjō   |
| GN01                                          | Kita-Anjō (北安城)       | ǀ  | 02,6 |                         | Koord. | Anjō   |
| GN02                                          | Minami-Anjō (南安城)     | ●  | 04,0 |                         | Koord. | Anjō   |
| GN03                                          | Hekikai-Furui (碧海古井) | ǀ  | 05,7 |                         | Koord. | Anjō   |
| GN04                                          | Horiuchikōen (堀内公園)  | ǀ  | 06,7 |                         | Koord. | Anjō   |
| GN05                                          | Sakurai (桜井)           | ●  | 07,9 |                         | Koord. | Anjō   |
| GN06                                          | Minami-Sakurai (南桜井)  | ●  | 09,5 |                         | Koord. | Anjō   |
| GN07                                          | Yonezu (米津)            | ●  | 11,6 |                         | Koord. | Nishio |
| GN08                                          | Sakuramachi-mae (桜町前) | ●  | 13,0 |                         | Koord. | Nishio |
| GN09                                          | Nishioguchi (西尾口)     | ǀ  | 14,2 |                         | Koord. | Nishio |
| GN10                                          | Nishio (西尾)            | ●  | 15,0 |                         | Koord. | Nishio |
| GN11                                          | Fukuchi (福地)           | ●  | 17,4 |                         | Koord. | Nishio |
| GN12                                          | Kami Yokosuka (上横須賀) | ●  | 20,5 |                         | Koord. | Nishio |
| GN13                                          | Kira Yoshida (吉良吉田)  | ●  | 24,7 | Meitetsu Gamagōri-Linie | Koord. | Nishio |